# Pirgowo
Pirgowo (bułg. Пиргово) – wieś w Bułgarii, w obwodzie Ruse, w gminie Iwanowo. Według danych szacunkowych Ujednoliconego Systemu Ewidencji Ludności oraz Usług Administracyjnych dla Ludności, 15 czerwca 2020 roku miejscowość liczyła 1 471 mieszkańców.

## Historia
Na obszarze Pirgowa znajdują się trzy osady zamieszkane od starożytności:
- Dołnoto skele – znajduje się około 2,2 kilometra na północny zachód od centrum wsi, na wysokim brzegu na 510 kilometrze Dunaju, tuż nad dawnym portem wioski[2]. Widać zarysy muru twierdzy, która teraz porośnięta jest lasem[2]. Znaleziono pozostałości z epok przedrzymskich, rzymskich i II państwa bułgarskiego[2]. Według archeologicznych opinii jest to miejsce miasta Pyrgos; a inni archeologowie uważają, że jest to miejsce, w którym w starożytności znajdował się rzymski zamek w Mediolanie[2].
- Drakata – lokalizacja późnoantycznej twierdzy znajduje się około 3,3 km na północny zachód od obecnej wsi Pirgowo[2]. Rozkopanie terenu odbyło się podczas drążenia drogi[2]. Wtedy znaleziono spalone warstwy z pozostałościami domów, pieców i palenisk, fragmenty tynku chat z nadrukowanymi, zgniłymi prętami[2]. Uważa się, że życie w tej osadzie rozpoczęło się około IV wieku p.n.e. i trwało nieprzerwanie do XIV wieku; obszar jest obecnie porośnięty krzewami i drzewami[2].
- Kaleto – twierdza ta, której początki sięgają starożytności, Traków i średniowiecza, znajduje się trzy kilometry na północny wschód od centrum miejscowości Pirgowo[2]. Według odkrytych potłuczonych garnków, misek i amfor osada istniała również w I i II państwie bułgarskim[2]. Znaleziono tu gliniane naczynia, 68 srebrnych monet z czasów cara Iwana Aleksandra (1331–1371) i jego syna Michaiła Asena[3]. Obecnie teren jest zalesiony lasem akacjowym[2].

Podczas wydobywania kamieni z kamieniołomu w pobliżu wsi w 1940 r. odkryto garnek z 76 złotymi Scytami z czasów Jana II Komnena (1118–1143). Znalezisko zostało przekazane do Narodowego Muzeum Archeologicznego.